# Графи Чана
Графи Чана — це набір із трьох 12-регулярних неорієнтованих графів, кожен із 28 вершинами та 168 ребрами. Усі вони сильно регулярні і мають такі ж параметри та спектр, як і реберний граф {\displaystyle L(K_{8})} повного графа {\displaystyle K_{8}}. Графи Чана названо ім'ям Лі-Чієна Чана (англ. Chang Li-Chien), який довів, що, за винятком цих трьох графів, будь-який реберний граф повного графа єдиним чином визначається його параметрами сильно регулярного графа.

## Зв'язок із графами L(K8)
Кожен із цих трьох графів можна отримати перемиканням графа з {\displaystyle L(K_{8})}. Тобто, вибирається підмножина {\displaystyle S} вершин графа {\displaystyle L(K_{8})}, кожне ребро, яке з'єднує вершину з {\displaystyle S} із вершиною не з {\displaystyle S} у графі {\displaystyle L(K_{8})}, видаляється і додаються ребра для кожної пари вершин (знову ж одна належить {\displaystyle S}, а інша не належить), які раніше не були з'єднані ребром. Серед графів, які можна утворити в такий спосіб, є графи Чана.